# 2008-as motokrossz svéd nagydíj
A svéd nagydíj a 2008-as FIM motokrossz-világbajnokság 9. versenye volt. 2008. július 5. és július 6. között rendezték meg Uddevallában.  Az MX1-es kategóriában a spanyol Jonathan Barragan, az MX2-esek között az olasz Antonio Cairoli tudott diadalmaskodni. Egyetlen magyar MX1-es versenyzőnk Németh Kornél a 17. lett.

## Futam

### MX1
| Helyezés | #   | Versenyző          | Motor    | 1. futam | 2. futam | Össz |
| -------- | --- | ------------------ | -------- | -------- | -------- | ---- |
| 1        | 7   | Jonathan Barragan  | KTM      | 25       | 22       | 47   |
| 2        | 11  | Steve Ramon        | Suzuki   | 20       | 20       | 40   |
| 3        | 19  | David Philippaerts | Yamaha   | 18       | 18       | 36   |
| 4        | 12  | Maximilian Nagl    | KTM      | 9        | 25       | 34   |
| 5        | 211 | Billy Mackenzie    | Honda    | 14       | 15       | 29   |
| 6        | 25  | Clément Desalle    | Suzuki   | 16       | 12       | 28   |
| 7        | 9   | Ken de Dycker      | Suzuki   | 13       | 13       | 26   |
| 8        | 15  | Julien Bill        | Honda    | 11       | 14       | 25   |
| 9        | 141 | Steve Boniface     | Honda    | 15       | 10       | 25   |
| 10       | 6   | Joshua Coppins     | Yamaha   | 8        | 16       | 24   |
| 11       | 8   | Tanel Leok         | Kawasaki | 12       | 11       | 23   |
| 12       | 14  | Marc de Reuver     | Honda    | 22       | 0        | 22   |
| 13       | 16  | James Noble        | KTM      | 6        | 8        | 14   |
| 14       | 24  | Tom Church         | Kawasaki | 5        | 7        | 12   |
| 15       | 111 | Aigar Leok         | Yamaha   | 7        | 5        | 12   |
| 16       | 90  | Sébastien Pourcel  | Kawasaki | 10       | 0        | 10   |
| 17       | 108 | Németh Kornél      | KTM      | 0        | 9        | 9    |
| 18       | 32  | Manuel Priem       | Kawasaki | 4        | 4        | 8    |
| 19       | 36  | Louis Correira     | Suzuki   | 0        | 6        | 6    |
| 20       | 45  | Loic Leonce        | Yamaha   | 1        | 3        | 4    |
| 21       | 60  | Brad Anderson      | Suzuki   | 3        | 0        | 3    |
| 22       | 28  | Scott Columb       | Suzuki   | 0        | 2        | 2    |
| 23       | 23  | Alex Salvini       | Suzuki   | 2        | 0        | 2    |
| 24       | 115 | Carlos Campano     | Yamaha   | 0        | 1        | 1    |

### MX2
| Helyezés | #   | Versenyző           | Motor    | 1. futam | 2. futam | Össz |
| -------- | --- | ------------------- | -------- | -------- | -------- | ---- |
| 1        | 222 | Antonio Cairoli     | Yamaha   | 22       | 25       | 47   |
| 2        | 4   | Tyla Rattray        | KTM      | 25       | 20       | 45   |
| 3        | 24  | Shaun Simpson       | KTM      | 20       | 22       | 42   |
| 4        | 2   | Tommy Searle        | KTM      | 15       | 18       | 33   |
| 5        | 183 | Steven Frossard     | Kawasaki | 18       | 14       | 32   |
| 6        | 10  | Rui Goncalves       | KTM      | 14       | 15       | 29   |
| 7        | 81  | Jeremy Tarroux      | KTM      | 8        | 16       | 24   |
| 8        | 89  | Jeremy van Horebeek | KTM      | 12       | 10       | 22   |
| 9        | 8   | Matti Seistola      | Honda    | 13       | 8        | 21   |
| 10       | 25  | Marvin Musquin      | Honda    | 7        | 13       | 20   |
| 11       | 131 | Nicolas Aubin       | Yamaha   | 16       | 1        | 17   |
| 12       | 13  | Manuel Monni        | Yamaha   | 10       | 5        | 15   |
| 13       | 39  | Davide Guarneri     | Yamaha   | 11       | 4        | 15   |
| 14       | 69  | Wyatt Avis          | Honda    | 0        | 12       | 12   |
| 15       | 22  | Anthony Boissiere   | KTM      | 3        | 9        | 12   |
| 16       | 20  | Gregory Aranda      | Kawasaki | 0        | 11       | 11   |
| 17       | 121 | Xavier Boog         | Suzuki   | 9        | 0        | 9    |
| 18       | 23  | Carl Nunn           | Suzuki   | 1        | 7        | 8    |
| 19       | 46  | Jason Dougan        | Suzuki   | 6        | 2        | 8    |
| 20       | 34  | Joel Roelants       | KTM      | 0        | 6        | 6    |
| 21       | 291 | Filip Thuresson     | Suzuki   | 5        | 0        | 5    |
| 22       | 111 | Evgeni Tyletski     | Suzuki   | 4        | 0        | 4    |
| 23       | 56  | Evgeniy Bobryshev   | Yamaha   | 0        | 3        | 3    |
| 24       | 45  | Jake Nicholls       | Suzuki   | 2        | 0        | 2    |

- A pontozásról bővebben a motokrossz-pontozási rendszer cikkben lehet tájékozódni.